# لوید هینز
لوید هینز (انگلیسی: Lloyd Haynes؛ ۱۹ سپتامبر ۱۹۳۴ – ۳۱ دسامبر ۱۹۸۶) تفنگدار نیروی دریایی، بازیگر و نویسنده اهل ایالات متحده آمریکا بود.
از فیلم‌ها یا برنامه‌های تلویزیونی که وی در آن نقش داشته است، می‌توان به اتاق ۲۲۲ اشاره کرد.